# Scala Martin-Schultz

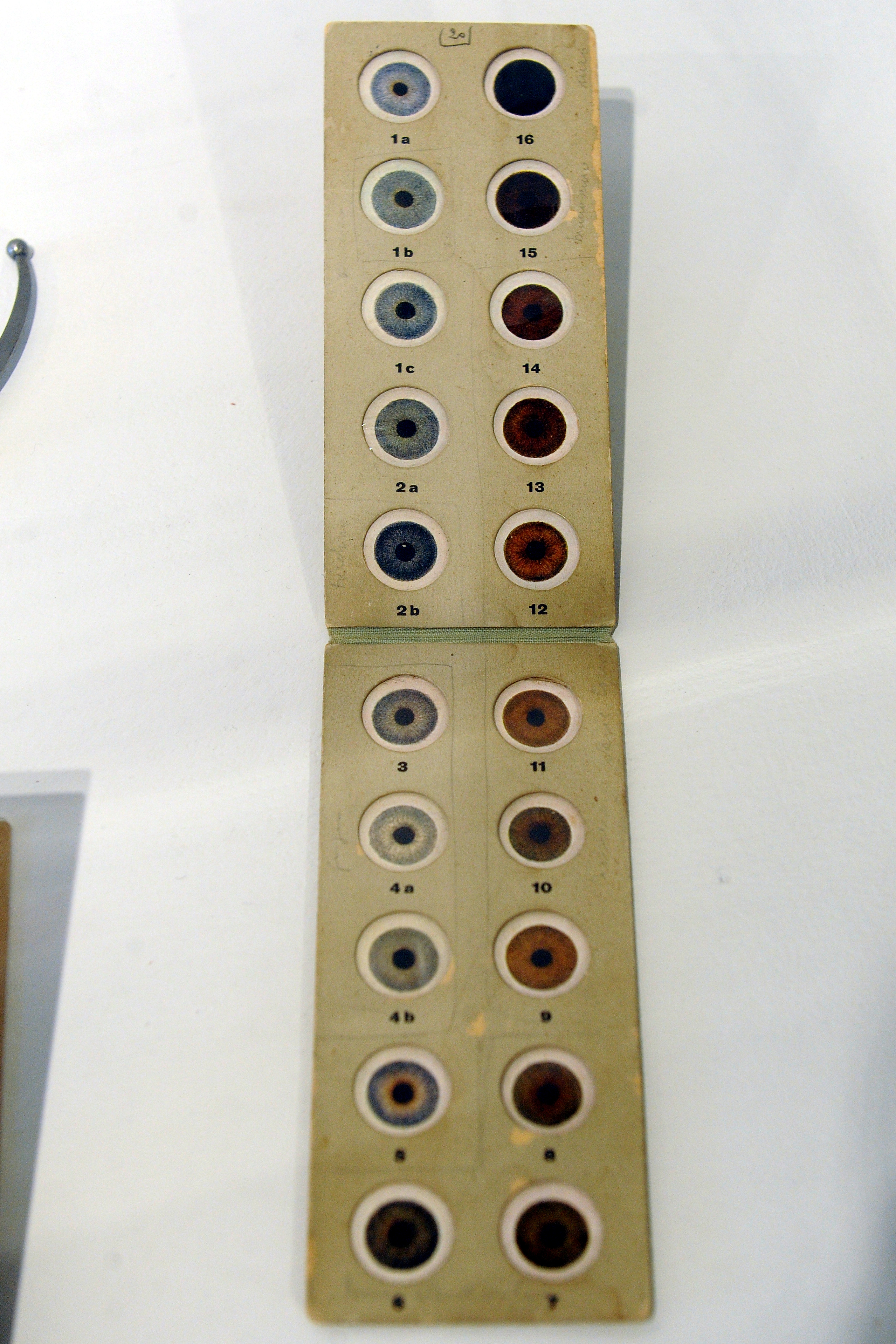
Scala Martin-Schultz

La scala Martin-Schultz è una scala cromatica standard creata dagli antropologi Martin e Schultz nella prima metà del XX secolo che viene utilizzata comunemente in antropologia fisica per stabilire più o meno precisamente la colorazione degli occhi di un individuo. La scala è composta da 16 tinte (dall'azzurro chiaro al marrone scuro-nero) che corrispondono alle varie colorazioni osservabili in natura dovute alla quantità di melanina presente nell'iride :
- 1-2 : iride azzurra (1a ,1b ,1c ,2a : iride azzurra chiara - 2b : iride azzurra più scura)
- 3 : iride azzurro-grigia
- 4 : iride grigia
- 5 : iride azzurro-grigia con macchie giallo/brune
- 6 : iride grigio-verde con macchie giallo/brune
- 7 : iride verde
- 8 : iride verde con macchie giallo/brune
- 9-10-11 : iride marrone-verdastra o grigiastra (nocciola) e marrone chiara.
- 12-13 : iride marrone media
- 14-15-16 : iride marrone scura e nera